# Ледовый дворец спорта (Гродно)
«Ледовый дворец спорта» (бел. «Лядовы палац спорту», полное название «Государственное учреждение культурно-спортивный комплекс „Ледовый дворец спорта“») — спорткомплекс в городе Гродно, Беларусь.
Вместимость — 2487 зрителей, основное назначение — проведение матчей по хоккею с шайбой. Арена является домашней площадкой хоккейного клуба «Неман» выступающего в белорусской экстралиге. В свободное от спортивных мероприятий время ледовая площадка задействована для проведения массовых катаний на коньках.

## История

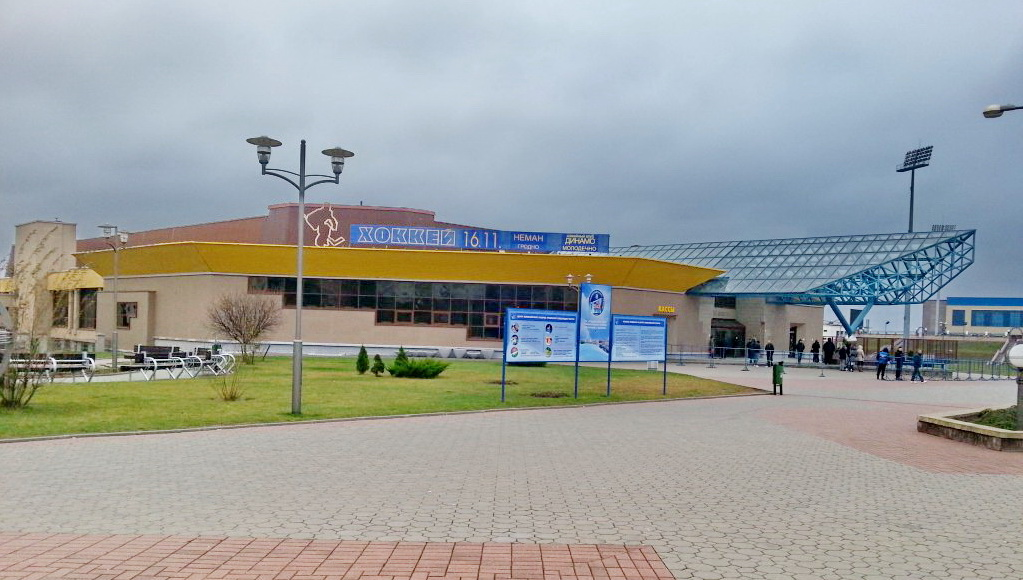
Гродненский ледовый дворец, реконструированный в 1999 году

Ледовый дворец спорта в Гродно строился поэтапно с 1989 по 1999 год. Официальное открытие дворца состоялось 7 декабря 1991 года перед матчем с харьковским «Динамо». С 1991 года начал эксплуатироваться крытый каток с временными бытовыми помещениями и с вместимостью трибун около 3000 зрителей. Параллельно при функционировании крытого катка велось строительство обслуживающих помещений. В 1995 году построены бытовые помещения левого крыла, а в 1997 году — правого.

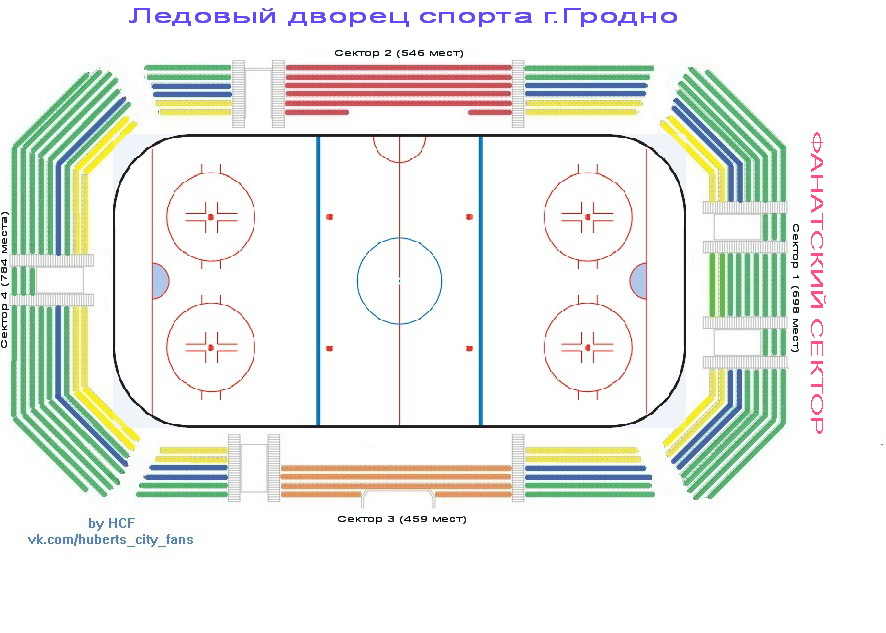

После посещения 4 марта 1998 года Ледового дворца президентом Республики Беларусь Александром Лукашенко, было принято решение об ускорении реконструкции и строительства спортивного комплекса. В декабре 1999 года начала функционировать основная часть дворца, включая главный корпус с ледовой ареной, зрительным залом, вестибюльной группой, кулуарами и вспомогательными помещениями. При этом количество мест для зрителей сократилось до 2487. Торжественное открытие обновленного Ледового дворца прошло 11 декабря 1999 года при участии Александра Лукашенко.

## Описание арены

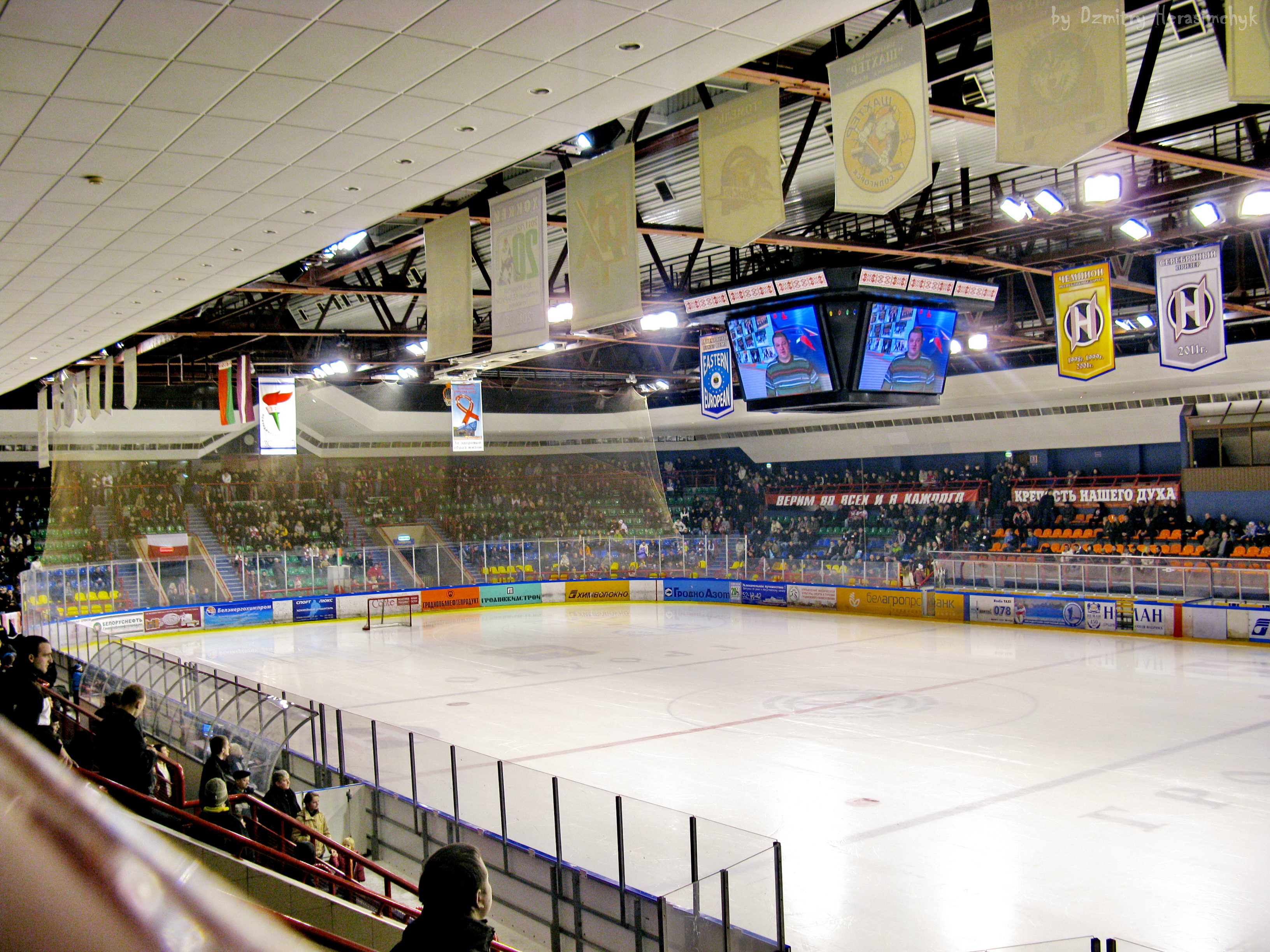
В Гродненском ледовом дворце в перерыве матча

Основная часть комплекса — хоккейная арена с площадкой 30x60 метров. Трибуны вместимостью 2487 зрителей расположены в виде амфитеатра вокруг арены. Верхнюю часть трибун по периметру зала огибает галерея, на которую предусмотрена возможность заезда инвалидов-колясочников. В зале оборудована гостевая ложа, комментаторские кабины. Предусмотрена возможность трансформирования ледовой коробки в площадку для игровых видов спорта, спортивных единоборств, тяжёлой атлетики, гимнастики, бокса, а также в сцену для проведения концертов и других зрелищных мероприятий (при концертной компоновке с танцполом продается до 3500 билетов).

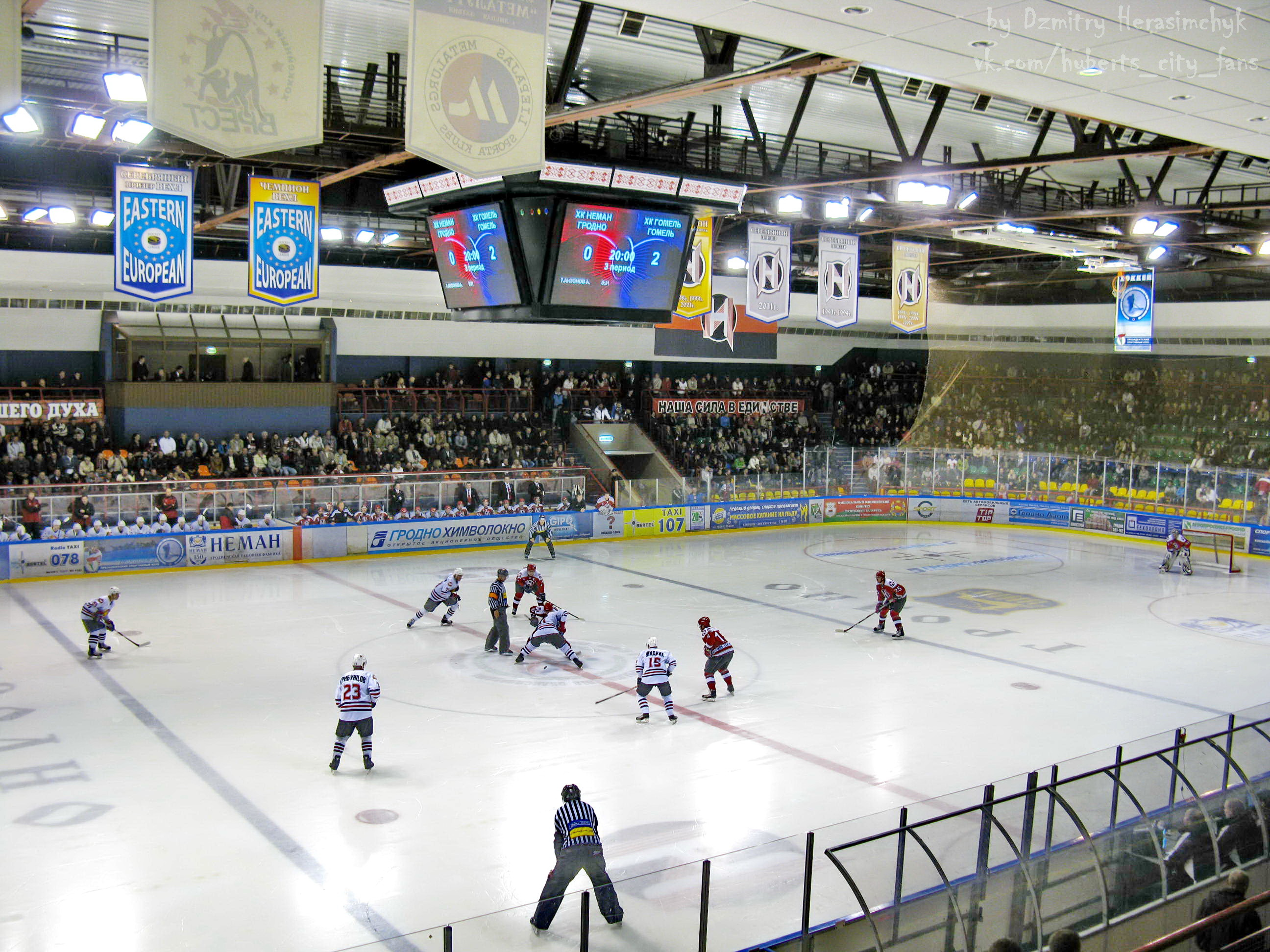
В Гродненском ледовом дворце во время игры (ХК Неман — ХК Гомель, 2011 год)

На арене проводятся матчи и тренировки хоккейного клуба «Неман», учебно-тренировочные занятия СДЮШОР № 10, занятия группы по шорт-треку, обучение детей фигурному катанию, массовые катания для населения. Ледовый дворец спорта располагает спортивным залом 18х36 метров для занятий волейболом, баскетболом, теннисом. Действует фитнес-центр с залами силовой подготовки, аэробики и хореографии, медико-восстановительный центр с кабинетом массажа, гидромассажа, сауной и солярием. Во дворце расположены два кафе и магазин хоккейного спортинвентаря, турбюро.

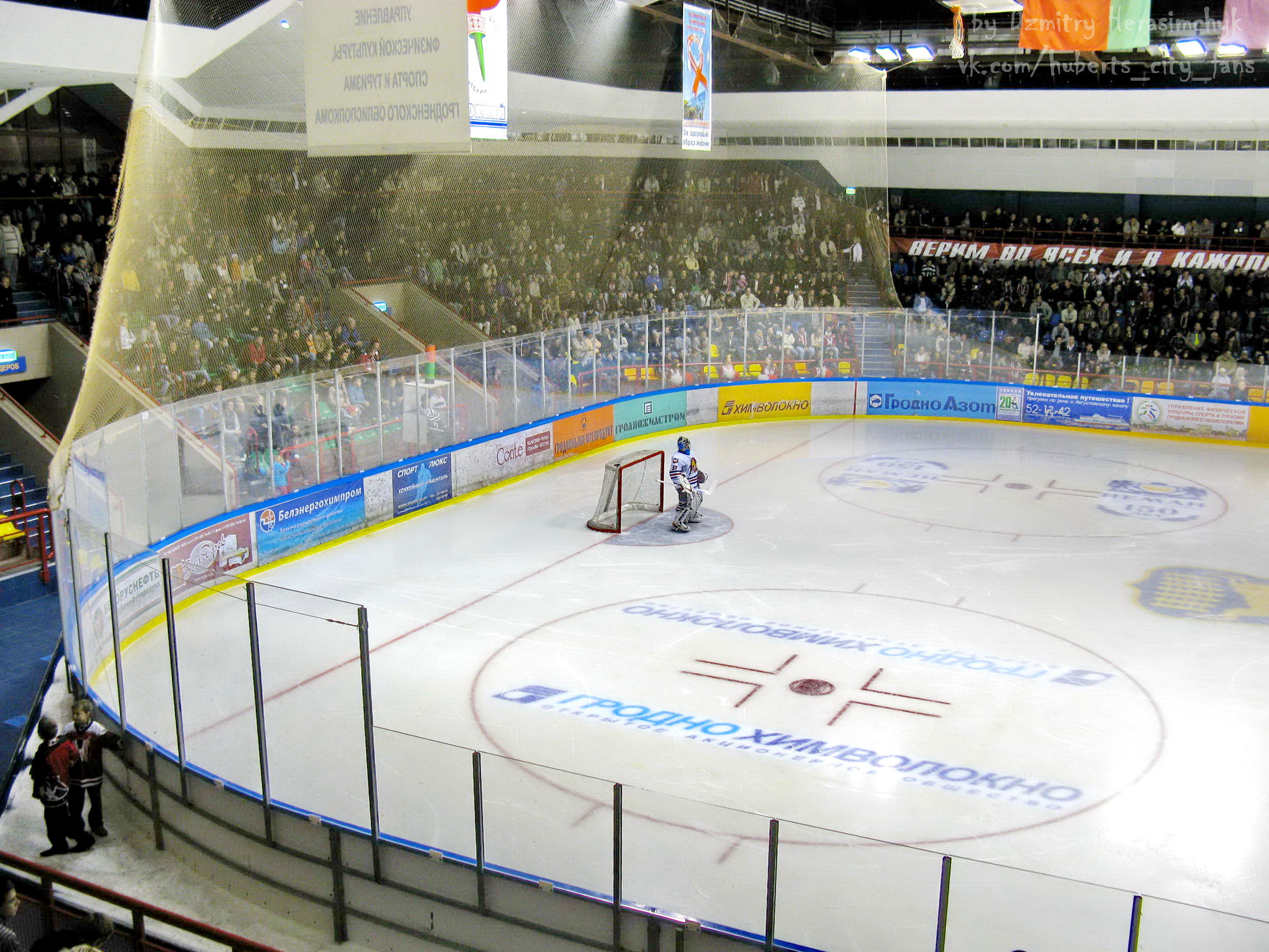
В Гродненском ледовом дворце